# Hosingen
Hosingen (em luxemburguês: Housen) é uma comuna do Luxemburgo, pertence ao distrito de Diekirch e ao cantão de Clervaux.

## Demografia
Dados do censo de 15 de fevereiro de 2001:
- população total: 1.477
  - homens: 748
  - mulheres: 729

- densidade: 32,62 hab./km²
- distribuição por nacionalidade:

| Nacionalidade  | População | %      |
| -------------- | --------- | ------ |
| luxemburgueses | 1.212     | 82,06% |
| estrangeiros   | 265       | 17,94% |
| - portugueses  | 104       | 7,04%  |
| - franceses    | 15        | 1,02%  |
| - italianos    | 2         | 0,14%  |
| - belgas       | 36        | 2,44%  |
| - alemães      | 31        | 2,10%  |
| - iuguslavos   | 33        | 2,23%  |
| - outros       | 44        | 2,98%  |

- Crescimento populacional:

| Ano        | População |
| ---------- | --------- |
| 15/02/2001 | 1.477     |
| 01/01/2002 | 1.512     |
| 01/01/2003 | 1.545     |
| 01/01/2004 | 1.621     |
| 01/01/2005 | 1.628     |